# Bae Ki-jong
Đây là một tên người Triều Tiên, họ là Bae.
Bae Ki-Jong (tiếng Hàn: 배기종, phát âm tiếng Hàn Quốc: [pɛ̝.ɡi.dʑoŋ] or [pɛ̝] [ki.dʑoŋ]; sinh ngày 26 tháng 5 năm 1983) là một cầu thủ bóng đá Hàn Quốc, thi đấu ở vị trí tiền đạo cho Gyeongnam FC. Anh cũng đại diện cho đội tuyển quốc gia Hàn Quốc.

## Sự nghiệp

### Sự nghiệp câu lạc bộ
Câu lạc bộ đầu tiên của Bae là Daejeon Citizen. Anh được đề cử danh hiệu Lính mới xuất sắc nhất năm của K-League. Cuối năm 2006, anh chuyển đến Suwon Samsung Bluewings.
Ngày 17 tháng 12 năm 2009, anh chuyển đến Jeju United. Trong mùa giải đầu tiên với Jeju, Bae ghi 5 bàn thắng và có 1 kiến tạo. Trong mùa giải thứ hai với Jeju, Bae ghi bàn thắng đầu tiên tại mùa giải mới trong thắng lợi 2-1 trước Busan I'Park ngày 6 tháng 3 năm 2011.

### Sự nghiệp quốc tế
Ngày 28 tháng 3 năm 2009, anh có màn ra mắt quốc tế đầu tiên trước Iraq.

## Thống kê sự nghiệp câu lạc bộ
Tính đến 8 tháng 5 năm 2017
| Thành tích câu lạc bộ | Thành tích câu lạc bộ   | Thành tích câu lạc bộ | Giải vô địch | Giải vô địch | Cúp FA  | Cúp FA  | Cúp Liên đoàn | Cúp Liên đoàn | Châu lục | Châu lục | Tổng cộng | Tổng cộng |
| Mùa giải              | Câu lạc bộ              | Giải vô địch          | Trận         | Bàn          | Trận    | Bàn     | Trận          | Bàn           | Trận     | Bàn      | Trận      | Bàn       |
| Hàn Quốc              | Hàn Quốc                | Hàn Quốc              | Giải vô địch | Giải vô địch | Cúp KFA | Cúp KFA | Cúp Liên đoàn | Cúp Liên đoàn | Châu Á   | Châu Á   | Tổng cộng | Tổng cộng |
| --------------------- | ----------------------- | --------------------- | ------------ | ------------ | ------- | ------- | ------------- | ------------- | -------- | -------- | --------- | --------- |
| 2006                  | Daejeon Citizen         | K League 1            | 19           | 6            | 1       | 0       | 8             | 1             | -        | -        | 28        | 7         |
| 2007                  | Suwon Samsung Bluewings | K League 1            | 12           | 0            | 2       | 0       | 5             | 0             | -        | -        | 19        | 0         |
| 2008                  | Suwon Samsung Bluewings | K League 1            | 11           | 3            | 1       | 0       | 5             | 2             | -        | -        | 17        | 5         |
| 2009                  | Suwon Samsung Bluewings | K League 1            | 9            | 1            | 1       | 0       | 2             | 0             | 4        | 2        | 16        | 3         |
| 2010                  | Jeju United             | K League 1            | 21           | 5            | 3       | 0       | 3             | 0             | -        | -        | 27        | 5         |
| 2011                  | Jeju United             | K League 1            | 26           | 3            | 1       | 0       | 0             | 0             | 6        | 1        | 33        | 4         |
| 2016                  | Gyeongnam FC            | K League 2            | 15           | 4            | 0       | 0       | 0             | 0             | -        | -        | 15        | 4         |
| 2017                  | Gyeongnam FC            | K League 2            | 9            | 2            | 0       | 0       | 0             | 0             | -        | -        | 9         | 2         |
| Tổng cộng sự nghiệp   | Tổng cộng sự nghiệp     | Tổng cộng sự nghiệp   | 98           | 18           | 9       | 0       | 23            | 3             | 10       | 3        | 140       | 24        |